# ماكسويل بيتس
ماكسويل بيتس هو مهندس معماري ورسام كندي، ولد في 14 ديسمبر 1906 في كالغاري في كندا، وتوفي في 14 سبتمبر 1980 في فيكتوريا في كندا.